# Bermuda National Gallery
Die Bermuda National Gallery (BNG) befindet sich im City Hall & Arts Centre in Hamilton und beherbergt die nationale Kunstsammlung der Bermudas. Sie präsentiert Ausstellungen und Kunstprogramme.

## Geschichte
Die Bermuda National Gallery wurde gegründet, um das künstlerische Erbe der Bermudas zu bewahren und der Öffentlichkeit zugänglich zu machen. Das Rathaus und das Kunstzentrum, das die Bermuda National Gallery beherbergt, wurden vom bermudischen Architekten Wilfred Onions entworfen und 1960 eröffnet. Das markante weiße Gebäude hat einen 27 Meter hohen Uhrturm mit einer bronzenen Wetterfahne in Form der Sea Venture, eines englischen Segelschiffs, das 1609 an der Küste der Bermudas strandete.